# Kościół św. Antoniego we Wrocławiu-Karłowicach
Kościół św. Antoniego we Wrocławiu na Karłowicach – świątynia rzymskokatolicka wybudowana w stylu neogotyckim według projektu architekta Ludwiga Schneidera w latach 1900-1901, obsługująca parafię pod tym samym wezwaniem.

## Historia i architektura
Początki kościoła na Karłowicach wiążą się z ponownym przybyciem zakonu franciszkanów do Wrocławia. Zostali oni tu sprowadzeni z Saksonii przez biskupa Georga Koppa w roku 1888, po długiej nieobecności (od 1810, kiedy władze pruskie zadecydowały o kasacie klasztorów). W związku ze zwiększaniem się potrzeb zakonu i liczby braci, zdecydowano o budowie klasztoru na Karłowicach, przy obecnej al. Jana Kasprowicza. W latach 1895–1897 wzniesiono klasztor, zaprojektowany przez wrocławskiego architekta Josepha Ebersa (autora m.in. projektu wrocławskiego kościoła św. Henryka). W 1900 wmurowano kamień węgielny pod budowę kościoła klasztornego, a w następnym roku poświęcono nowo otwarty kościół i nadano mu wezwanie św. Antoniego. W 1903 roku świdnicka firma organmistrzowska Schlag und Sőhne wybudowała 34-głosowe organy o trakturze pneumatycznej, które po odrestaurowaniu w 2003 służą celom liturgicznym i koncertowym.

## Architektura

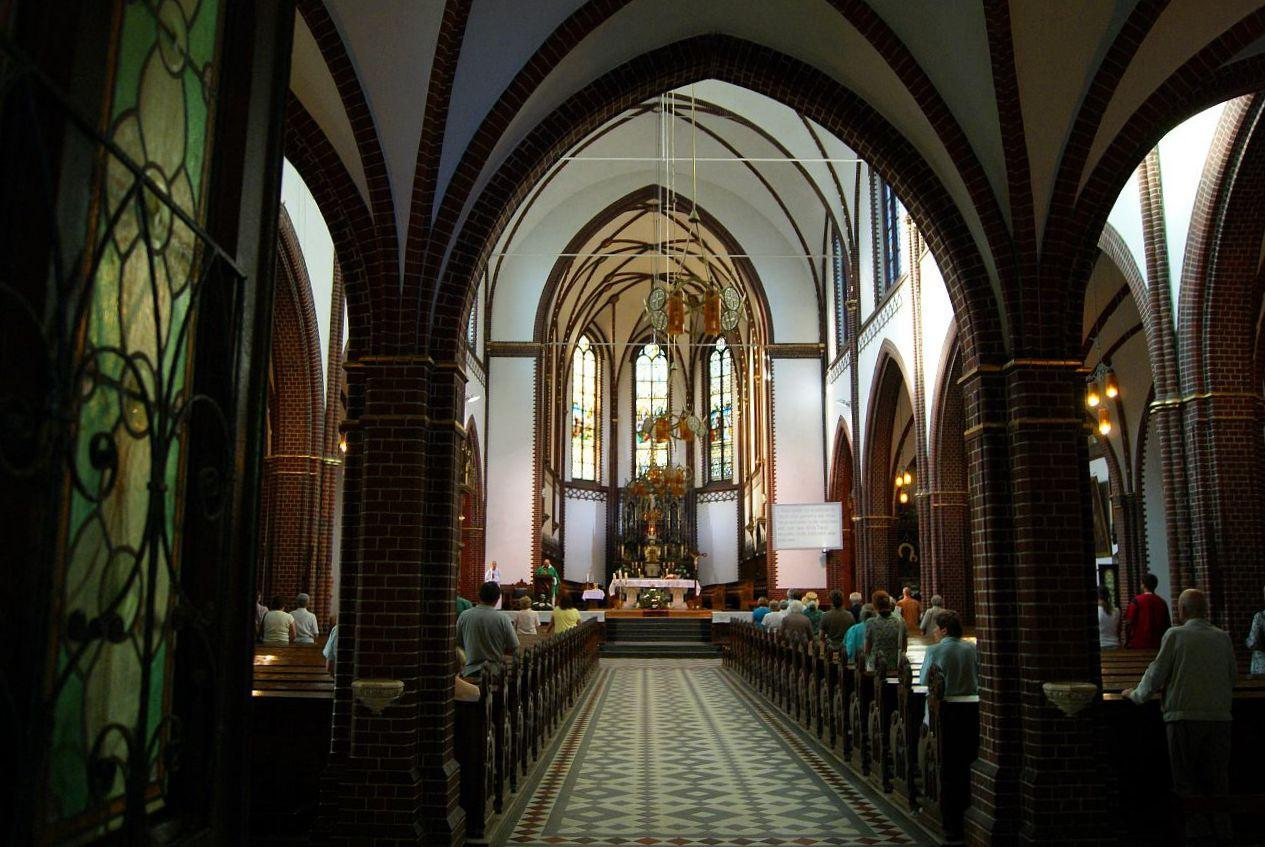
Wnętrze kościoła

Jest ceglaną budowlą bazylikową, z dwiema wieżami od frontu i widoczną z dala wysoką sygnaturką na środku dachu. Fasada kościoła jest ozdobiona rozetą i rozbudowaną kruchtą z potrójnym wejściem. Do świątyni przylega klasztor, w którym znajduje się siedziba kurii Prowincji św. Jadwigi Zakonu Braci Mniejszych oraz Wyższe Seminarium Duchowne Franciszkanów.
W jednym z budynków klasztornych, wzniesionym po II wojnie światowej znajdują się Warsztaty Terapii Zajęciowej "Muminki", działające od 1998 r. i będącą filią Fundacji im. Brata Alberta.